# Домболи-Джадо
Домболи-Джадо (фр. Domboli Djado) — деревня в Чаде, расположенная на территории региона Ваддай.

## Географическое положение
Деревня находится в восточной части Чада, к югу от сезонно пересыхающей реки Батха, на высоте 514 метров над уровнем моря.
Населённый пункт расположен на расстоянии приблизительно 678 километров к востоку-северо-востоку (ENE) от столицы страны Нджамены.

## Климат
Климат города характеризуется как полупустынный жаркий (BSh в классификации климатов Кёппена). Среднегодовая температура воздуха составляет 27,9 °C. Средняя температура самого холодного месяца (января) составляет 24,5 °С, самого жаркого месяца (мая) — 31,6 °С. Расчётная многолетняя норма осадков — 548 мм. В течение года количество осадков распределено неравномерно, основная их масса выпадает в период с мая по октябрь. Наибольшее количество осадков выпадает в августе (206 мм).

## Транспорт
Ближайший аэропорт расположен в городе Аде.